# Würzburg Hauptbahnhof
Würzburg Hauptbahnhof – stacja kolejowa w Würzburgu, w kraju związkowym Bawaria, w Niemczech. Stacja posiada 6 peronów.